# Liste der Stolpersteine in Gerolzhofen

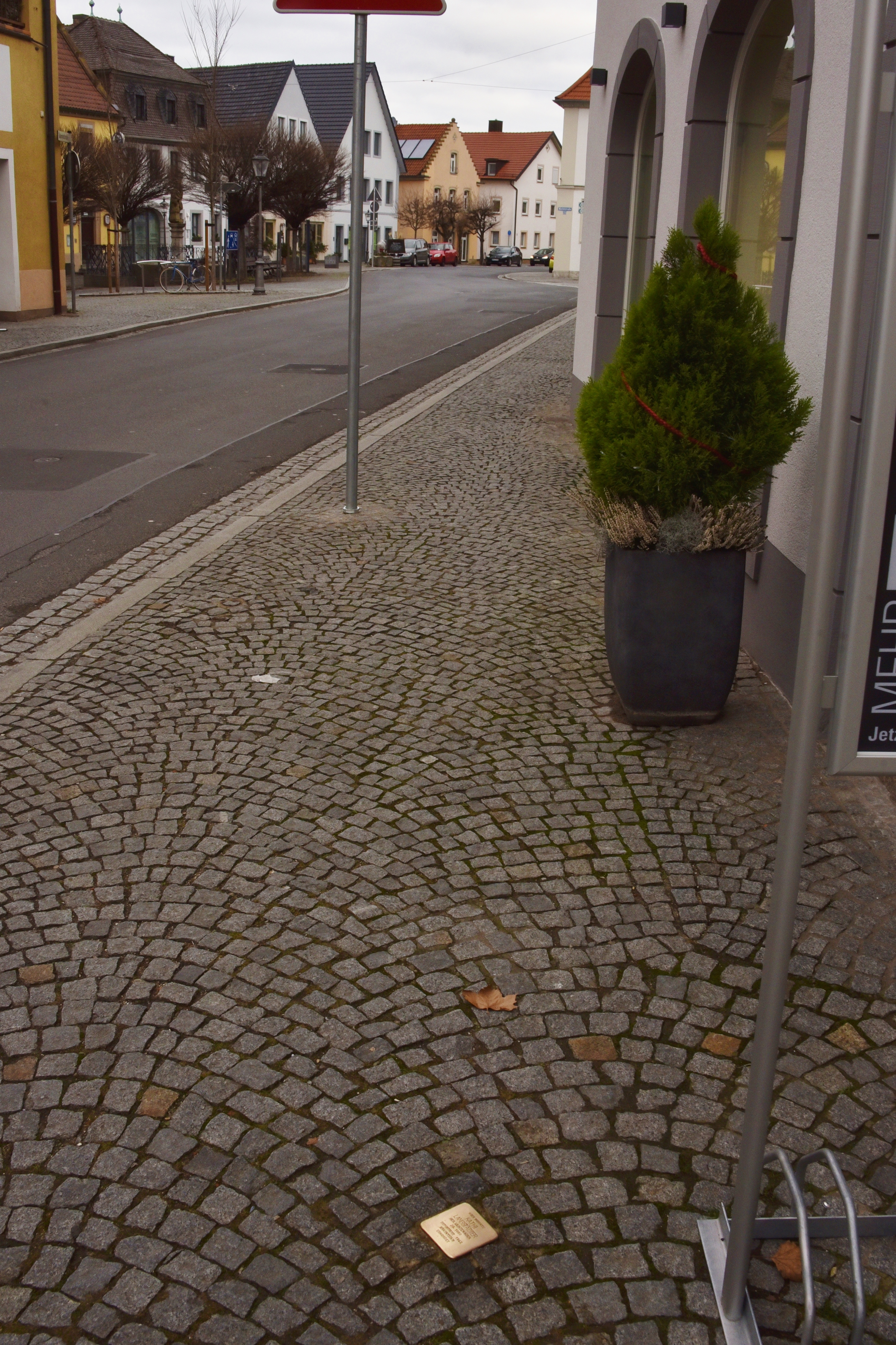
Stolperstein in Gerolzhofen

Die Liste der Stolpersteine in Gerolzhofen enthält die Stolpersteine, die vom Kölner Künstler Gunter Demnig in Gerolzhofen verlegt wurden. Stolpersteine erinnern an das Schicksal der Menschen, die von den Nationalsozialisten ermordet, deportiert, vertrieben oder in den Suizid getrieben wurden. Sie liegen im Regelfall vor dem letzten selbstgewählten Wohnsitz des Opfers.
Die erste Verlegungen in Gerolzhofen erfolgte am  1. Dezember 2014.

## Juden in Gerolzhofen
Die jüdische Geschichte von Gerolzhofen begann mit einem Pogrom, dem sogenannten Rintfleisch-Pogrom des Jahres 1298, während dessen auch Juden der Stadt ermordet wurden. Um 1409 wird von einer Gefangensetzung von Juden berichtet.
Die Anzahl der Juden in Gerolzhofen war stets begrenzt. Mitte des 14. Jahrhunderts sollen sich einige wenige von ihnen in der Stadt angesiedelt haben. Johann II. von Brunn, ab 1411 Fürstbischof von Würzburg, genehmigte im Jahr 1425 Juden, sich im Orte niederzulassen. Es waren aber nur wenige jüdische Familien, die dieses Recht in Anspruch nahmen. Als mögliches Gründungsdatum des jüdischen Friedhofs am Kapellenberg kursieren zwei Jahreszahlen – 1640 und 1730. Im 18. Jahrhundert wurde er zur zentralen Begräbnisstätte für die umliegenden Gemeinden – Altenschönbach, Gochsheim, Frankenwinheim, Lülsfeld, Prichsenstadt, Rimbach, Traustadt. 1715 wurde eine Chewra Kadischa ins Leben gerufen, eine Beerdigungsbruderschaft. 1888 entstand auch unter Mitwirkung umliegender Gemeinden eine Chewra Anoschim, eine Beerdigungsschwesternschaft.
1817 wurden auf den Matrikellisten insgesamt sieben jüdische Familienvorsteher genannt (jeweils mit dem Erwerbszweig): Raphael Bamberger (Handel mit kleinen Ellenwaren), Hirsch Hirschberger (Schnitt- und Weinhandel), Lazarus Hirschberger (Tuch- und Spezereihandel), Jacob Hitzinger (Handel mit alten Kleidern), Raphael Jacobi (Schmusen), die Witwe Rifka Schloß (sie lebte von Kapitalien und etwas Wein- und Schnitthandel) sowie Joel Uhlfelder (Schnitthandel). Erst 1873 wurde in der Steingrabenstraße eine Synagoge eingerichtet, in einem von der Cultusgemeinde Gerolzhofen erworbenen und umgebauten Haus. Es wurde ein Lehrer angestellt, der zugleich Vorbeter und Schächter war. 1907 wollte man die  bisherige Religionsschule in eine öffentliche jüdische Volksschule umwandeln.
1900 betrug der Anteil der Juden an der Gesamtbevölkerung 6,8 Prozent, das waren 148 Personen, überwiegend in Handel und Gewerbe tätig. Die jüdische Gemeinde gehörte damals zum Rabbinatsbezirk Schweinfurt. Im Ersten Weltkrieg fielen Siegmund Hahn und Abraham Marx. In der Folge verminderte sich die Zahl der Juden in der Stadt leicht, auf 115 Personen zur Jahreswende 1932/33. In den Anfangsjahren des NS-Regimes wurde es mit dem Judenboykott in Gerolzhofen nicht ganz ernst genommen, auch der Bürgermeister kaufte noch 1936 in einem jüdischen Geschäft ein. Die Novemberpogrome 1938 änderten die Lage der verbliebenen 70 jüdischen Mitbürger dramatisch. Ihre Wohnungen wurden durchsucht, Möbel auf die Straße geworfen. Die Synagoge wurde nicht in Brand gesetzt, weil man ein Übergreifen der Flammen auf Nachbargebäude fürchtete. Jüdische Einwohner wurden misshandelt. Einige flüchteten aus der Stadt, anderen gelang noch rechtzeitig die Auswanderung. Ende April 1942 wurden die wenigen verbliebenen Juden, bis auf drei in „Mischehe“ lebende, deportiert, Mitte September 1942 wurden auch diese drei deportiert. Am 19. September 1942 war Gerolzhofen offiziell „judenrein“. Von den 30 im Jahr 1942 deportierten Juden hat keiner überlebt.

## Liste der Stolpersteine
In Gerolzhofen wurden elf Stolpersteine an fünf Adressen verlegt.
Die Tabelle ist teilweise sortierbar; die Grundsortierung erfolgt alphabetisch nach dem Familiennamen des Opfers.
| Stolperstein | Inschrift | Standort           | Name, Leben |
| ------------ | --- | ------------------ | --- |
|              | HIER WOHNTE MAX HENLE JG. 1882 DEPORTIERT 1942 KRASNYSTAW ERMORDET                                                                                             | Marktstraße 7 ·    | Max Henle wurde am 16. August 1882 in Laupheim im Landkreis Biberach geboren. Seine Eltern waren Simon Henle (1849–1925) und Jette, geborene Loewenthal (geboren 1854). Er hatte einen Bruder und drei Schwestern. Nach seinem Schulbesuch in Ulm studierte Henle an der Königlichen Industrieschule in Nürnberg. Er leistete seinen Militärdienst ab und war während des Ersten Weltkrieges als Offiziers-Stellvertreter eingesetzt. Max Henle wurde dreimal schwer verwundet und erhielt das Eiserne Kreuz Zweiter Klasse. 1923 heiratete er Meta Lichtenauer. Das Paar hatte einen Sohn, Paul Simon Henle (geboren 1925). Nach der Hochzeit unterstützte er seine Frau in der Führung ihres Schuhgeschäftes in Gerolzhofen. Er stand der SPD nahe. Während der Novemberpogrome 1938 wurde er verhaftet. Das couragierte Auftreten seiner Frau sorgte für seine Freilassung. Noch im selben Jahr musste das Geschäft aufgegeben werden. Max Henle verdingte sich als Hilfsarbeiter. 1939 richtete die Familie an die USA einen Einreiseantrag. Das Begehren wurde von den Behörden in Minnesota abgelehnt. 1941 wurde er mit seiner Familie in der Salzstraße 12 zwangseinquartiert. Im April 1942 wurden er zusammen mit seiner Frau und seinem Sohn nach Krasnystaw deportiert. Max Henle, seine Frau und sein Sohn haben die Shoah nicht überlebt. Alle Geschwister, Berta (geboren 1879), Cilli (geboren 1883), Karl Josef (geboren 1890) und Elise Mathilde (geboren 1894), konnten in die Vereinigten Staaten flüchten. Berta starb dort im November 1963, Cilli 1974, Franz Josef 1984 und Elise 1994. |
|              | HIER WOHNTE META HENLE GEB. LICHTENAUER JG. 1883 DEPORTIERT 1942 KRASNYSTAW ERMORDET                                                                           | Marktstraße 7 ·    | Meta Henle, geborene Lichtenauer, wurde am 13. April 1883 in Brünnau als siebentes Kind von Bernhard und Ernestine Lichtenauer geboren. Lichtenauer war ein bekannter Name in Gerolzhofen. Die Familien dieses Namens besaßen Viehhandlungen und landwirtschaftliche Betriebe sowie eine Reihe von Einzelhandelsgeschäften in der Innenstadt. 1911 starb ihr Vater und ihre Mutter gründete das Salamander Schuhgeschäft in der Marktstraße 7. Später übernahm Meta Lichtenauer das Geschäft. Ernestine Lichtenauer starb 1937. Henle wird als „tüchtige Geschäftsfrau“ bezeichnet. 1923 heiratete sie Max Henle, am 15. August 1925 wurde der gemeinsame Sohn Paul geboren. Das Schuhgeschäft führte das Paar gemeinsam weiter. Couragiert gelang es Meta Henle, ihren Ehemann nach der Reichspogromnacht im November 1938 aus der sogenannten „Schutzhaft“ zu befreien, doch war es beiden klar, dass sie als Juden keine Zukunft in Deutschland haben. Noch im selben Jahr mussten sie das Geschäft aufgeben. Bemühungen, in die USA auszuwandern, scheiterten. Meta Henle wurde gemeinsam mit ihrem Mann und ihrem Sohn am 25. April 1942 nach Krasnystaw deportiert. Meta Henle und ihre Familie haben die Shoah nicht überlebt. Ihrem ältesten Bruder Moritz, der in Frankfurt am Main lebte, gelang die Flucht nach Argentinien. Einige seiner Nachfahren kamen zur Verlegung der Stolpersteine aus Argentinien angereist. |
|              | HIER WOHNTE PAUL HENLE JG. 1925 DEPORTIERT 1942 KRASNYSTAW ERMORDET                                                                                            | Marktstraße 7 ·    | Paul Simon Henle wurde am 15. August 1925 in Würzburg als einziges Kind von Max Henle und Meta, geborene Lichtenauer, geboren. Er galt als „fröhliches Kind mit ordentlichen Manieren“. Nach den Novemberpogromen von 1938 brachten ihn seine Eltern nach Fürth, weil sie ihn dort eher in Sicherheit wähnten. Im Jahr 1939 ging er nach Kitzingen und begann eine Lehre als Koch. 1941 kehrte er zu den Eltern nach Gerolzhofen zurück. Im April 1942 wurde er gemeinsam mit seiner Mutter und seinem Vater nach Krasnystaw deportiert. Paul Simon Henle und seine Eltern wurden Opfer der Shoah. Ort und Zeitpunkt sind unbekannt. |
|              | HIER WOHNTE AMALIE KOHN GEB. SCHWAB JG. 1873 FLUCHT 1939 HOLLAND INTERNIERT WESTERBORK DEPORTIERT 1943 SOBIBOR ERMORDET 28.5.1943                              | Marktstraße 20 ·   | Amalie Kohn, geborene Schwab, wurde am 21. Januar 1873 in Rimpar geboren. Ihre Eltern waren die Viehhändler Salomon und Babette Schwab. Sie hatte vier Geschwister und heiratete Hermann Kohn, dem eine Eisenwarenhandlung gehörte. Das Paar bekam zwei Kinder, Rose (geboren 1901) und Karl (geboren 1907). Ihr Ehemann wurde nach der Machtergreifung der Nationalsozialisten zweimal in sogenannte „Schutzhaft“ genommen, 1933 in Schweinfurt, 1934 in Gerolzhofen. Der Familie gelang es zumindest für Sohn Karl ein Visum für die USA zu bekommen, er flüchtete rechtzeitig. Nachdem die Kohns wirtschaftlich geschädigt wurden durch Boykottaufrufe, mussten sie 1937 die Eisenwarenhandlung zu einem Schleuderpreis verkaufen. Das Paar zog im Februar 1939 zur Tochter Rose nach Amsterdam. Von hier wollten sie versuchen, ebenfalls in die USA zu gelangen. Sie wurden 1943 im Durchgangslager Westerbork interniert, sie waren wahrscheinlich durch einen Spitzel an die Gestapo verraten worden. Von dort wurden Amalie Kohn und ihr Mann am 25. Mai 1943 in das Vernichtungslager Sobibor deportiert. Amalie Kohn und ihr Ehemann wurden dort am 28. Mai 1943, kurz nach der Ankunft im Lager, ermordet. Ihre Tochter Rose war seit 1927 mit dem Bankier Ludwig Loewenthal verheiratet. Sie wurde 1943 zusammen mit ihrer Familie nach Theresienstadt deportiert. Sie überlebte das Lager und wurde am 8. Mai 1945 befreit. Ihr Ehemann und ihr Sohn Willi wurden beide in Lagern ermordet. Rose Löwenthal emigrierte nach dem Krieg in die USA und heiratete erneut, und nahm im Zuge dessen den Namen Lowell an. Sie starb im Jahr 2000. Für ihren Ehemann und ihren Sohn wurden in Bad Kissingen Stolpersteine verlegt. Amalie Kohns Sohn Karl wurde in den USA ebenfalls Eisenhändler und starb 1983 im Alter von 76 Jahren. Der Kohn Charitable Trust finanziert eine Hermann and Amalie Kohn Professorship of Social Justice and Social Policy an der University of Michigan. |
|              | HIER WOHNTE HERMANN KOHN JG. 1871 'SCHUTZHAFT' 1934 GEFÄNGNIS GEROLZHOFEN FLUCHT 1939 HOLLAND INTERNIERT WESTERBORK DEPORTIERT 1943 SOBIBOR ERMORDET 28.5.1943 | Marktstraße 20 ·   | Hermann Kohn wurde am 2. April 1871 in Lülsfeld geboren. Er hatte acht Geschwister, seine Eltern hatten einen Gemischtwarenladen. Im Jahr 1899 erwarb er in Gerolzhofen ein Haus und eröffnete in diesem eine Eisenwarenhandlung. Kohn heiratete Amalie Schwab, das Paar hatte zwei Kinder, Rose (geboren 1901) und Karl (geboren 1907). Hermann Kohn wurde 1933 in Schweinfurt und 1934 in Gerolzhofen in sogenannte „Schutzhaft“ genommen. Vorsorglich besorgte die Familie für Sohn Karl ein Visum, der 1936 in die USA flüchten konnte. Ein Banner mit der Aufschrift „Wer bei Juden kauft, ist ein Volksverräter“ wurde aufgestellt, um der Familie wirtschaftlich zu schaden. 1937 verkauften sie das Geschäft zum Schleuderpreis, zwei Jahre später folgten sie der Tochter Rose nach Amsterdam, sie hofften von hier noch in die USA ausreisen zu können. Dies war ihnen nicht mehr möglich, 1943 erfolgte ihre Internierung im Lager Westerbork. Von dort wurden Hermann Kohn und seine Frau am 25. Mai 1943 in das Vernichtungslager Sobibor deportiert. Hermann Kohn und seine Frau wurden dort am 28. Mai 1943, kurz nach der Ankunft im Lager, ermordet. Sein Sohn Karl trat in die Fußstapfen seines Vaters und eröffnete ebenfalls ein Eisenwarengeschäft in den USA, er starb 1983. Seine Tochter Rose wurde 1943 mit ihrer Familie deportiert, sein Schwiegersohn Ludwig Loewenthal und sein Enkel wurden in Lagern ermordet, seine Tochter konnte überleben und wanderte 1946 in die USA aus, sie starb 2000 im Alter von 99 Jahren. Stolpersteine für seinen Enkel und seinen Schwiegersohn wurden in Bad Kissingen verlegt. |
|              | HIER WOHNTE KATHI LANGSTÄDTER GEB. LICHTENAUER JG. 1884 DEPORTIERT 1942 KRASNYSTAW ERMORDET                                                                    | Bahnhofstraße 5 ·  | Katharina Langstädter, geborene Lichtenauer, genannt Kathi, geboren am 5. November 1880 in Gerolzhofen, war eins der elf Kinder von Raphael Langstädter sen. und Milka, geborene Susmann. 1906 heiratete sie den Metzger Heinrich Langstädter aus Memmelsdorf. Das Paar hatte zumindest einen Sohn, Bruno. Ihr Ehemann fiel 1917 im Ersten Weltkrieg. Ihr Sohn kam im Alter von neun Jahren zu seinem Onkel, Ludwig Langstädter, der ab 1908 Religionslehrer und Kantor in Ober-Ingelheim war. Dort wuchs er gemeinsam mit seinem Cousin Kurt Langstädter auf. Katharina Langstädter kehrte 1935 als Witwe nach Gerolzhofen zurück und fand Unterkunft bei Familie Brodmann in der Bahnhofstraße. Am 25. April 1942 wurde sie nach Krasnystaw im Osten deportiert. Ihre Transportnummer war 460. Katharina Langstädter wurde vom NS-Regime ermordet. Ihr Sohn, der 1936 mit seiner Frau emigrieren konnte, überlebte in Palästina. Das Paar hatte zumindest eine Tochter, Yael Scharf, und zumindest zwei Enkelkinder, Orit und Liat. Er starb 1971. |
|              | HIER WOHNTE ALBERT LICHTENAUER JG. 1925 DEPORTIERT 1942 KRASNYSTAW ERMORDET                                                                                    | Bahnhofstraße 16 · | Albert Lichtenauer wurde am 14. März 1925 in Gerolzhofen geboren. Seine Eltern waren Raphael Lichtenauer und Jenny, geborene Berliner. Er hatte einen knapp vier Jahre älteren Bruder, Gustav. Sein Vater betrieb einen Viehhandel und eine Landwirtschaft. 1938 wurde Lichtenauer wegen seiner jüdischen Herkunft der Schule verwiesen. Daraufhin bereitete er sich in einem Landwerk auf die Emigration nach Palästina vor, die jedoch nicht mehr gelang. Gemeinsam mit seinen Eltern wurde er am 25. April 1942 nach Krasnystaw deportiert und im dortigen Ghetto interniert. Albert Lichtenauer und seine Eltern wurden Opfer der Shoah. Wann und wo ist nicht bekannt. Zahlreiche Verwandte wurden ebenfalls ermordet, einige konnten rechtzeitig nach Kolumbien flüchten. Seinem Bruder war die Flucht nach Palästina bereits im Sommer 1936 gelungen. Er konnte überleben und eine Familie gründen. |
|              | HIER WOHNTE JANETTE LICHTENAUER JG. 1881 DEPORTIERT 1941 RIGA - JUNGFERNHOF ERMORDET                                                                           | Bahnhofstraße 16 · | Janette Lichtenauer wurde am 25. April 1881 in Gerolzhofen als viertes Kind von Abraham und Sara Lichtenauer geboren. Sie war behindert und zog in den späten 1930er Jahren gemeinsam mit ihrer damals 87-jährigen Mutter und der 83-jährigen blinden Tante Fanny in ein Würzburger Altenheim. Ihre Mutter und ihre Tante starben 1940 und 1941 und sind auf den jüdischen Friedhöfen von Würzburg und Gerolzhofen beerdigt. Am 29. November 1941 wurde Janette Lichtenauer über Nürnberg nach Riga deportiert, in das provisorische KZ Jungfernhof. Für den Zwangstransport musste sie eine Fahrkarte zum Preis von 60 RM lösen. Es war der kälteste Winter seit 1756, die Eisenbahnwaggons sollen ungeheizt gewesen sein. Ungefähr 95 % aller Deportierten verloren im Baltikum ihr Leben. Auch Janette Lichtenauer wurde ein Opfer der Shoah. Wann und wo ist unbekannt. Ihr Bruder Rafael, dessen Frau und Sohn sowie zahlreiche weitere Verwandte wurden in den Vernichtungslagern des NS-Regimes ermordet. |
|              | HIER WOHNTE JENNY LICHTENAUER GEB. BERLINER JG. 1893 DEPORTIERT 1942 KRASNYSTAW ERMORDET                                                                       | Bahnhofstraße 16 · | Jenny Lichtenauer, geborene Berliner, wurde am 5. September 1893 in Westheim geboren. Ihre Eltern waren Gustav Berliner (auch Gump Mordechai, 1859–1921) und Luise, geborene Ditmann (um 1859–1934). Sie hatte drei Schwestern und vier Brüder. 1920 heiratete sie Rafael Lichtenauer, Landwirt und Viehhändler in Gerolzhofen. Sie zog zu ihrem Ehemann. Das Paar hatte zwei Söhne, Gustav (geboren am 12. Juni 1921) und Albert (geboren am 14. März 1925). Jenny Lichtenauer war Hausfrau und bekannt für ihre schönen Handarbeiten und Stickereien. Nach der Machtergreifung Hitlers wurde zuerst der älteste Sohn Gustav in Sicherheit gebracht. Er wanderte 1936 nach Palästina aus. Lichtenauer wurde gemeinsam mit ihrem Mann und ihrem Sohn Albert am 25. April 1942 nach Krasnystaw deportiert. Jenny Lichtenauer, ihr Ehemann und ihr Sohn Albert haben die Shoah nicht überlebt. Auch fünf ihrer Geschwister und deren Ehepartner wurden vom NS-Regime in den Osten deportiert und dort ermordet, Meta Pflaum (geboren 1884), Nathan Berliner (geboren 1885), Isidor Berliner (geboren 1887), Jakob Berliner (geboren 1894) und Frieda Daniel (geboren 1900). Ihr Sohn Gustav konnte in Palästina überleben, nannte sich Mordechai Lichtenauer und gründete dort eine Familie. |
|              | HIER WOHNTE RAFAEL LICHTENAUER JG. 1878 DEPORTIERT 1942 KRASNYSTAW ERMORDET                                                                                    | Bahnhofstraße 16 · | Rafael Lichtenauer wurde am 26. September 1878 als drittes von zehn Kindern von Abraham und Sara Lichtenauer in Gerolzhofen geboren. Seine Familie genoss hohes Ansehen in der Stadt. Er wurde Landwirt und Viehhändler und heiratete 1920 Jenny Berliner. Das Paar hatte zwei Söhne, Gustav (geboren am 12. Juni 1921) und Albert (geboren am 14. März 1925). Sein Betrieb befand sich in der heutigen Bahnhofstraße 16 und es florierte bis zur Machtergreifung Hitlers. Rafael Lichtenauer war bestens integriert, er zählte zu den Gründungsmitgliedern des Steigerwaldklubs. Seinen älteren Sohn brachte er in Sicherheit, er wurde zuerst nach Frankfurt am Main geschickt, um sich dort für die Auswanderung zu qualifizieren. 1936 emigrierte der 15-jährige Gustav nach Palästina. Im April 1942 wurde Lichtenauer zusammen mit seiner Frau und seinem Sohn Albert nach Krasnystaw deportiert. Rafael Lichtenauer und seine Frau und sein Sohn Albert haben die Shoah nicht überlebt, sie wurden vom NS-Regime ermordet. Seine behinderte Schwester Janette wurde 1941 nach Riga deportiert und ebenfalls vom NS-Regime ermordet. Sein Sohn Gustav überlebte in Palästina. Er nannte sich dort Mordechai, heiratete und hatte zumindest drei Kinder. Er starb am 7. November 2007 in Yafo. |
|              | HIER WOHNTE STEFAN LÖBHARDT JG. 1897 'SCHUTZHAFT' 1938 GEFÄNGNIS GEROLZHOFEN DEPORTIERT 1942 KRASNYSTAW ERMORDET                                               | Marktplatz 15 ·    | Stefan Löbhardt wurde am 17. August 1897 in Gerolzhofen geboren. Seine Eltern waren Hermann Löbhardt und Auguste (auch Jette), geborene Schwarzschild. Er hatte einen Bruder, Otto Bruno (geboren 1908). Stefan Löbhardt besuchte das Gymnasium in Schweinfurt, ab 1913 war er Lehrling im Geschäft seines Vaters, ein Geschäft für Manufakturwaren, Kurz- und Weißwollwaren am Marktplatz 15. Er verblieb im Haus seines Vaters und hätte das Geschäft übernehmen sollen. Nach Boykottaufrufen ging der Umsatz so stark zurück, dass es 1938 aufgelöst wurde. 1938 wurde Löbhardt in sogenannte „Schutzhaft“ genommen und im Gefängnis von Gerolzhofen inhaftiert. Er verließ das Wohnhaus seines Vaters und lebte zuletzt im Marktplatz 131. Sein Vater versuchte im März 1942 mit einem Bittschreiben an den Landrat, die Deportation von Stefan Löbhardt zu verhindern. Er wies auf die verminderte Arbeitsfähigkeit seines Sohnes hin. Er hatte 1937 bei der Belieferung von Kunden mit dem Fahrrad einen schweren Unfall mit Gehirnerschütterung und Schädelbruch. Infolgedessen erlitt er immer wieder epileptische Anfälle. Des Weiteren hatte er seit seiner Geburt einen Gehfehler. Die Bitte wurde abgelehnt. Am 25. April 1942 wurde er nach Krasnystaw deportiert. Stefan Löbhardt wurde zu einem unbekannten Zeitpunkt ermordet. Sein Vater starb kurz nach der Deportation seines Sohnes, er wurde heimlich auf dem israelitischen Friedhof beerdigt. Seine Mutter war um 1941 verstorben. Eine Großnichte seines Vaters, Hilda Brückheimer, führte ab Januar 1941 den Haushalt und lebte zusammen mit ihrer Schwester, mit Sohn und Vater Löbhardt. Auch Hilda und Hedwig Brückheimer wurden 1942 deportiert und ermordet. Sein Bruder Otto Bruno flüchtete mit seiner Frau Käthe in die USA und überlebte. |

## Verlegedaten
Versuche im Jahr 2006 Stolpersteinverlegungen in Gerolzhofen behördlich genehmigt zu bekommen, scheiterten. Nach acht Jahren erfolgte ein Umdenken. Die Stolpersteine von Gerolzhofen wurden von Gunter Demnig an folgenden Tagen verlegt:
- 1. Dezember 2014: Marktstraße 7
- 19. September 2015: Marktplatz 15, Marktstraße 20[10]
- 27. Mai 2016: Bahnhofstraße 5 und 16

Die Patenschaft für die Stolpersteine der Familie Henle übernahmen Bundesminister a. D. Michael Glos, der Ortsverein der SPD und das geo-net, das Netzwerk für Gerolzhofen.
Die Stolpersteine von Gerolzhofen werden regelmäßig gereinigt, teilweise auch von den Pfadfindern. Der Verein KulturForum e. V. Gerolzhofen stellt die Reinigungsmittel bereit. Es werden auch regelmäßig Führungen veranstaltet, beispielsweise im Januar 2018 unter dem Titel Verwehte Spuren von Stadtführerin Evamaria Bräuer.